# Thelcticopis picta
Thelcticopis picta là một loài nhện trong họ Sparassidae.
Loài này thuộc chi Thelcticopis. Thelcticopis picta được Tord Tamerlan Teodor Thorell miêu tả năm 1887.